# Wanshoulu
Wanshoulu är ett stadsdelsdistrikt i Peking i Kina. Det ligger i Haidian i storstadsområdet Peking. Antalet invånare är 172 456. Befolkningen består av 90 894 kvinnor och 81 562 män. Barn under 15 år utgör 10,0 %, vuxna 15-64 år 76 %, och äldre över 65 år 12,0 %.